# Uleanivka, Rozdolne
Uleanivka (în ucraineană Ульянівка) este un sat în comuna Berezivka din raionul Rozdolne, Republica Autonomă Crimeea, Ucraina.

## Demografie
Componența lingvistică a localității Uleanivka
     Tătară crimeeană (41,23%)
     Rusă (41,23%)
     Ucraineană (13,27%)
     Belarusă (1,9%)
Conform recensământului din 2001, nu exista o limbă vorbită de majoritatea populației, aceasta fiind compusă din vorbitori de rusă (41,23%), tătară crimeeană (41,23%), ucraineană (13,27%) și belarusă (1,9%).